# NGC 4426
NGC 4426 est une paire d'étoiles située dans la Chevelure de Bérénice. L'astronome prussien Heinrich Louis d'Arrest a enregistré la position de cette étoile le 22 mars 1878. Cette paire d'étoiles a aussi été observée par l'astronome français Guillaume Bigourdan le 22 avril 1886 et elle a été inscrite au catalogue NGC sous la désignation NGC 4427.